# Marketing Miner
Marketing Miner je SaaS (Software as a service) nástroj, který zprostředkovává marketingovým specialistům (především se zaměřením na optimalizaci pro vyhledávače) získávání dat, důležitých pro jejich rozhodování v oblasti online marketingu. Nástroj (a stejnojmenný startup) založil v roce 2015 Filip Podstavec. 

## Historie a vývoj
Původně se nástroj jmenoval Podstavec Tools a vznikl jako jednoduchá sada API (Application Programming Interface), kterou poskytoval Filip Podstavec zdarma kolegům v oboru. Tato sada API se postupně rozšířila do povědomí konzultantů, čímž vzniklo vytížení serverů, na kterých API běžela. To dalo za vznik první verzi Marketing Mineru v roce 2015, která byla zdarma. Během prvních týdnů až měsíců existence nové verze (která startovala od nuly v roce 2015) získal Marketing Miner podle webu TyInternety.cz stovky nových uživatelů z řad českých SEO specialistů.
Později při nárůstu uživatelů se nejprve zpoplatnila první verze a následně vytvořila verze 2.0 (aktuální), která již běží v cloudu.

## Struktura a funkce
Marketing Miner lze rozdělit do následujících 3 celků podle možností získávání dat v nástroji:

### Profilery
Profilery slouží k získání dat o hledanosti klíčových slov, domén nebo URL.

### Projekty
Projekty slouží na pravidelné získávání dat o monitoringu zmínek obchodní značky, měření pozic ve vyhledávačích a monitoring zpětných odkazů. 

### Reporty
Reporty slouží na hromadné získávání dat o hledanosti klíčových slov nebo na kontrolu indexace URL.